# Leela Corman
Leela Corman est une autrice de bande dessinée et une illustratrice américaine née en 1972 ou 1976.

## Parcours
Elle étudie la peinture, l'illustration et les techniques d'impression au Massachusetts College of Art and Design. C'est à cette époque qu'elle auto-édite les trois premiers numéros de son mini-comic, Fliflam, et qu'elle obtient, en 1999, une bourse de la Fondation Xeric pour son roman graphique Queen's day. 
En tant qu'illustratrice elle collabore avec PBS, le New York Times et Bust Magazine. Elle enseigne dans le cadre du Sequential Artists Workshop de Gainesville, une école de bande dessinée aux frais d'inscription modiques, et à l'Université de Floride. 
Son roman graphique Unterzakhn (en français, Dessous), paru en 2012, qui suit la vie de deux jumelles dans le Lower East Side de New York aux alentours de 1900, a été nommé pour le Los Angeles Times Book Prize, les Eisner Awards, et Le Prix Artémisia.  

## Vie privée
Leela Corman est mariée à l'auteur Tom Hart dont le livre Rosalie Lightning (St. Martin's Press, 2016) raconte la mort soudaine de leur fille et leur tentative de redonner un sens à leurs existences malgré cette tragédie. Ils ont eu, depuis, un second enfant.